# مشتق كاذب
المشتقات الكاذبة هي الكلمات التي تبدو كأنها مشتقة من كلمات أخرى، بلحاظ علاماتها وصيغها، دون أن تكون مأخوذة منها حقيقة.

## أمثلة
- نترات، بكسر النون، ليست جمع مؤنث سالما؛ بل كلمة أعجمية في صيغة المفرد مركبة من نتر أي النطرون وات علامة الاشتقاق.